# Real Potosí
Club Bamin Real Potosí jest boliwijskim klubem piłkarski z siedzibą w mieście Potosí.

## Historia
Klub założony został 20 października 1941. 1 kwietnia 1988, doszło do fuzji z miejscowym klubem Bamin, a nowy klub przyjął nazwę Academia de Fútbol Real Potosí. Przez długie lata Real występował w niższych klasach rozgrywkowych i dopiero w roku 1997 awansował do najwyższej ligi, w której gra do dziś, a znaczenie klubu w futbolu boliwijskim staje się coraz bardziej znaczące. Wicemistrzostwo w turnieju Clausura w roku 2001 oznaczało trzecie miejsce w całym sezonie i pozwoliło zadebiutować w Copa Libertadores 2002. W kończącym się sezonie w 2006 roku klub zajął drugie miejsce zarówno w turnieju Apertura jak i Clausura.

## Osiągnięcia
- Mistrz Boliwii: 2007 Apertura
- Wicemistrz Boliwii (4): 2004 Clausura, 2006 Clausura, 2006 Segundo Torneo, 2009 Apertura, 2011 Adecuación